# Villabassa
Villabassa (Niederdorf in tedesco) è un comune italiano di 1 621 abitanti della provincia autonoma di Bolzano in Trentino-Alto Adige. Si trova in Alta Pusteria.

## Geografia fisica
Tra il paese di Villabassa e quello di Monguelfo si trova lo svincolo per la valle di Braies, dove si può raggiungere anche il lago di Braies.
Presso il paese ha inizio il sentiero dell'Alta via n. 3, che arriva fino a Longarone.

## Origini del nome
Il toponimo è attestato come Nidrindorf, Niederdorf, Nyderdorf dal 993/94-1005 e deriva dal tedesco nieder ("basso") e Dorf ("villaggio"). Il toponimo italiano, adottato nel periodo fascista, altro non è se non una traduzione letterale di quello tedesco.

## Storia

### Dalla preistoria alla rivoluzione francese

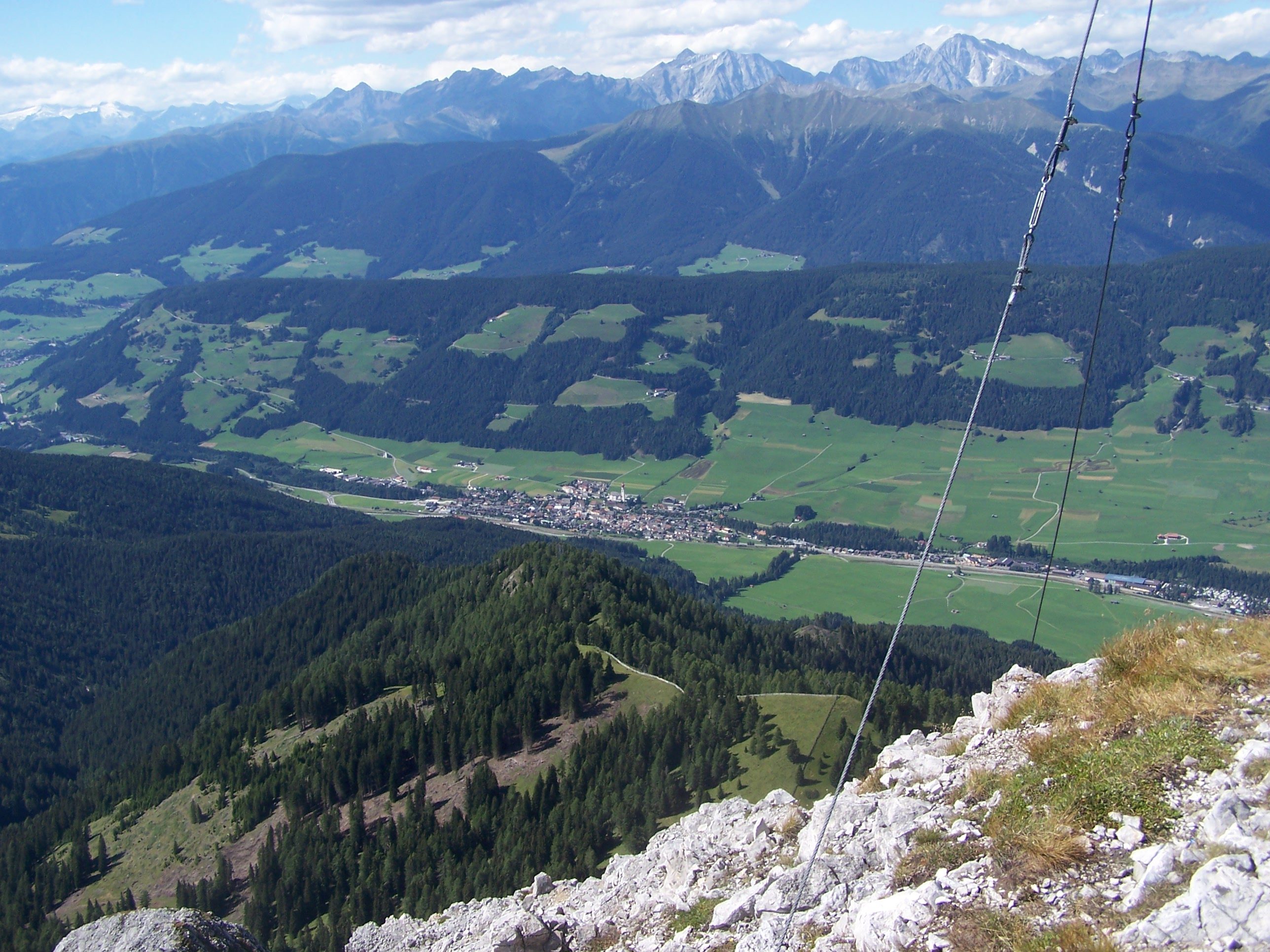
Panoramica del paese dal monte Serla

Non esistono testimonianze storiche della cittadina prima del X secolo. Tuttavia esistono reperti storici soprattutto romani (pietre miliari delle vie di comunicazione) trovati anche a Villabassa.
L'Alta Val Pusteria era abitata dai Norici, dai Reti e dai Taurisci prima della sua conquista ad opera dei Romani. Queste popolazioni erano d'origine illirica e ad esse erano frammiste i Celti, a partire dal 500 a.C.
Roma, con diversi trattati d'amicizia e d'alleanza, a partire dal 150 a.C. aveva reso la regione romanizzata, tanto che l'annessione nel 15 a.C. fu del tutto incruenta. Venne così creata la provincia della Rezia, che includeva anche il territorio su cui sarebbe sorta, secoli dopo, Villabassa.
La testimonianza storica di maggior rilievo è la cittadina di Sebatum, di cui si rinvengono alcune rovine poco prima di Brunico (a San Lorenzo di Sebato, per la precisione), lungo la strada statale 49 della Pusteria.
Non sono attestati accampamenti romani nel territorio comunale, ma nel 1955 fu rinvenuta una pietra miliare romana posta lungo la via Aguntum-Vipitenum, che collegava la val Pusteria alla regione del Norico. Il miliare riporta una dedica all'imperatore Decio, che governò per soli due anni, dal 249 alla sua morte, nel 251. La pietra miliare, una colonna di roccia quarzosa di circa 2,15 metri di altezza e circa 550 kg di peso, indicava la distanza da Aguntum, città romana posta nei pressi dell'odierna Lienz.
La zona subì, nei secoli dell'impero romano, diverse invasioni di popoli barbarici, soprattutto germanici: Cimbri nel 113 a.C.; Quadi e Marcomanni nel 161; Iutungi nel 271 e nel 356; Alamanni nel 358; Visigoti nel 402; Unni nel 452; Rugi, Sciri, Eruli nel 455, nel 462 e nel 468. Nel 476 la regione viene annessa da Odoacre e nel 489 da Teodorico re degli Ostrogoti. I Bizantini non raggiungeranno mai la val Pusteria dopo aver sconfitto gli Ostrogoti nella Guerra gotica (535-553), cosicché l'intera valle viene occupata dai Longobardi nel 553 e dai Bavari nel 560. I Franchi subentrarono nel 774. Nessuno di questi popoli ha lasciato testimonianze a Villabassa, ma, proprio a partire dall'Alto Medioevo, la germanizzazione della lingua sostituì progressivamente quella latina e celtica antecedenti. Anche il Cristianesimo s'impose intorno al IV secolo, tanto che i Benedettini, nel 769 eressero un convento a San Candido. Allo smembramento dell'impero carolingio, nell'814 la regione venne a dipendere dalla Sassonia ed è in questo periodo che per la prima volta è attestato il nucleo abitativo di Villabassa.
Il paese ha origini antiche; è infatti citato per la prima volta in un documento medioevale databile tra il 993 e il 1005 dal titolo Nidrindorf. Villabassa si è sviluppata intorno alla sua prima chiesa parrocchiale costruita nel 1225. Da allora ha sempre seguito le sorti del Sacro Romano Impero, per essere inglobata nei domini austriaci nel 1363. Villabassa è stata una delle poche stazioni di posta della val Pusteria e sicuramente la più importante, dato che i molti artigiani specializzati nella riparazione di carri e carrozze avevano contribuito a farne un importante centro commerciale. Il primo "Maestro di Posta" di Villabassa, Johannes von Kurz, abitava al n° 42, nella casa Wassermann che oggi ospita il museo del turismo dell'Alta Pusteria.
Al tempo dei conti di Gorizia e del Tirolo, Villabassa fu sede della magistratura.

### Dal 1800 al 1914
Il paese ha seguitato a rimanere sotto la sovranità austriaca fino al 1806, quando, in seguito alla disastrosa sconfitta di Austerlitz (oggi Slavkov u Brna, nella Repubblica Ceca) il 2 dicembre 1805, ed alla successiva Pace di Presburgo (oggi Bratislava, capitale della Slovacchia), Napoleone Buonaparte (1769-1821) tolse l'intera Contea del Tirolo all'Austria per unirla alla Baviera, sua alleata. Pressappoco a quest'epoca risale la chiesa di Santo Stefano, la chiesa parrocchiale di Villabassa (1803).
La dominazione dispotica dei bavaresi provocò una cruenta sollevazione dei tirolesi. La Rivolta Tirolese (1809-1810) generò una serie di sconfitte dei bavaresi, grazie all'esperienza militare dei capi riconosciuti, Andreas Hofer (1767-1810) e Peter Mayr (1767-1810). Napoleone, fu costretto ad inviare un esercito francese di occupazione, esercito che si macchiò di diversi atti truci nei confronti della popolazione civile (peraltro tutta schierata cogl'insorti). Nel 1810 riuscì a schiacciare la rivolta a costo di gravi perdite, ma, col Trattato di Parigi (28 febbraio 1810), tolse alla Baviera tutto il Trentino, e le città di Bolzano, Merano e Dobbiaco per unirla al Regno Italico governato in nome suo dal viceré Eugenio di Beauharnais (1781-1824). Il confine tra Regno Italico e Regno di Baviera venne posto nella Bassa Pusteria, precisamente a Chiusa di Rio di Pusteria, il cui forte venne espugnato e quasi raso al suolo proprio dai francesi nel 1809 e solo nel 1978 fu parzialmente recuperato.
Tra il 1810 ed il 1813 Villabassa divenne una cittadina di confine in una situazione paradossale: apparteneva ancora alla Baviera, mentre i paesi successivi Dobbiaco e San Candido appartenevano rispettivamente al Regno d'Italia ed al Dipartimento delle Province Illiriche, quest'ultimo direttamente amministrato dalla Francia. In pratica, esistevano ben tre confini di stato nell'arco di 10 km.
Nel dicembre 1813, approfittando delle sconfitte ripetutamente patite dai francesi ad opera della Russia, della Svezia e della Prussia, l'Austria invase il Tirolo ed il Regno Italico, che crollò nell'aprile successivo (1814) ed al Congresso di Vienna del 1814-1815 ne riassunse la sovranità, internazionalmente riconosciuta il 24 marzo 1816.
A partire da quegli anni, Villabassa iniziò ad esser frequentata come meta turistica.
Raggiunse il suo maggior sviluppo e la sua fama alla metà dell'Ottocento, quando divenne un importante luogo di villeggiatura. Nel 1871, come tutti gli altri centri della val Pusteria fu munita di una ferrovia tuttora in funzione: la ferrovia della Val Pusteria.
La pioniera del turismo in Alta Pusteria fu l'ostessa Frau Emma Hellenstainer (23 aprile 1817 - 9 marzo 1904). Tuttora a Villabassa è in attività il suo albergo (Schwarzer Adler-Aquila Nera, ora Hotel Emma) ed a lei è dedicata la strada principale del paese (Frau-Emma-Straße), la vecchia porzione della Strada statale 49 della Pusteria che passava nel centro abitato prima che nel 2004 fosse inaugurata la circumplanare che ha allontanato dal paese il traffico pesante. Anche l'hotel del lago di Braies fu voluto dalla summenzionata ostessa.
Villabassa, al pari di altri centri della Val Pusteria, Brunico, Perca, Valdaora, Monguelfo, Dobbiaco, Chienes, Rio di Pusteria, Vandoies, Naz-Sciaves, San Candido e Sesto, subì una catastrofica esondazione del fiume Rienza nel 1882. Questo disastro ambientale fu causato da una concomitanza di fattori, quali eccezionali rovesci temporaleschi, disboscamento con frane in seguito alla costruzione della ferrovia, repentino scioglimento delle prime nevi autunnali, tra il 16 ed il 20 settembre, con la distruzione di diversi edifici e la sommersione del centro del paese sotto un livello di quasi 3 metri d'acqua. A testimonianza di questo evento calamitoso, è tuttora leggibile un'iscrizione su pietra incastonata nel muro del rudere dell'Hotel Ebner, presso l'attuale ponte sul fiume. La piena del fiume Rienza si ripercosse sul fiume Isarco ed, infine, sul fiume Adige, tanto che esso esondò a Verona, al tempo, priva di argini murati alla fine di settembre (testimoniato da una lapide murata presso un negozio ubicato nell'attuale Via XX Settembre, nel rione di "Veronetta".

### Dal 1914 a oggi

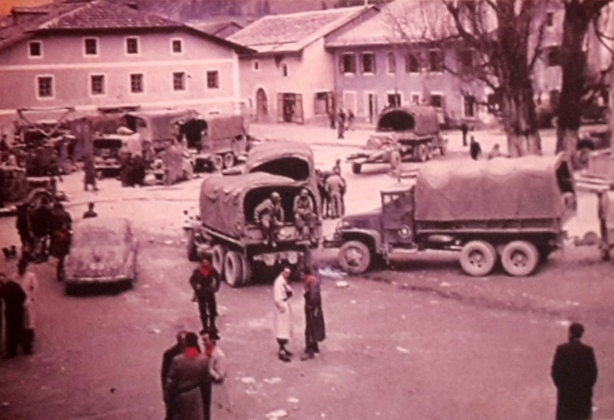
Americani e partigiani appartenenti alle formazioni bellunesi sulla piazza principale del paese (1945)

Nel corso della Grande Guerra (1914-1918), la direttrice Cortina d'Ampezzo - Dobbiaco - Villabassa rappresentava l'obiettivo strategico da raggiungere da parte dell'esercito italiano entrato in guerra contro l'impero austro-ungarico nel 1915. Cortina fu presa nel 1915, ma la resistenza austriaca non consentì il raggiungimento degli altri obiettivi. Villabassa venne risparmiata dalle distruzioni, che portarono, ad esempio, alla cancellazione totale del paese di Landro, notevole località turistica d'anteguerra e mai più ricostruito. Anche il limitrofo comune di Dobbiaco subì qualche insulto da parte dell'artiglieria italiana.
Nel 1919 il Trattato di Saint-Germain-en-Laye assegnò all'Italia Villabassa ed il confine al passo del Brennero. Per quant'attiene alla situazione in alta Pusteria, il Patto di Londra siglato dall'Italia il 26 aprile 1915, che impegnava l'Italia a denunciare il trattato con la Triplice Alleanza a favore della Triplice intesa, con la conseguente entrata in guerra contro l'Austria, esplicitamente conferiva all'Italia un confine sullo spartiacque, rappresentato dalla sella di Dobbiaco. L'Italia approfittò del caos conseguente alla sconfitta austriaca del novembre 1918, annettendosi tutto il territorio posto oltre detto spartiacque, in pratica i territori comunali di San Candido (Innichen) e delle frazioni limitrofe. Nel 1922 l'affermazione del fascismo comportò per il paese, come per tutto l'Alto Adige notevoli sofferenze (italianizzazione forzata), culminate nel 1939 con il Patto d'Acciaio, comportante l'evacuazione in Austria (occupata dai nazisti nel 1938) dei tirolesi indesiderati dall'Italia e dei tirolesi che optarono per la rinuncia della cittadinanza italiana (con conseguente confisca dei beni senza indennizzo).
In seguito all'armistizio tra Italia ed Alleati dell'8 settembre 1943, l'indomani tutta l'Italia centro settentrionale fu occupata dalla Wehrmacht tedesca. Il 10 settembre 1943, tutto il Trentino-Alto Adige e la provincia di Belluno passò sotto il controllo diretto del Reich (Operationszone Alpenvorland, Teatro d'operazioni Prealpi), di fatto sottratto al controllo della Repubblica Sociale Italiana. Villabassa ospitava pure una caserma della Wehrmacht nell'attuale municipio ed un commando delle SS nell'attuale hotel Bachmann.
Villabassa superò quasi indenne la seconda guerra mondiale, poiché venne bombardata una sola volta, il 27 febbraio 1945, nel quartiere della stazione ferroviaria. Venne compresa nel progetto del cosiddetto "Ridotto Alpino" (Die Alpenfestung) della "Fortezza delle Alpi", ovvero il territorio che comprendeva teoricamente la Baviera, l'Austria e l'Alto Adige ove i capi nazisti pensavano di poter opporre l'ultima resistenza alle truppe alleate che stavano dilagando.
Venne liberata dagli americani il 4 maggio 1945 e fu protagonista, una settimana prima, del raduno dei prigionieri di guerra illustri, catturati dai tedeschi sui vari territori occupati, al fine di esser scambiati con l'incolumità delle SS durante la resa agli Americani (che raggiunsero gli ostaggi presso il lago di Braies).
Il Trattato di pace di Parigi (1947) confermò l'appartenenza all'Italia dell'Alto Adige, nonostante la richiesta da più parti per un referendum che riassegnasse all'Austria l'intero Alto Adige.
Nel corso dei decenni successivi, a parte gli anni dell'Irredentismo sudtirolese (1961-1967), con l'Accordo De Gasperi-Gruber prima (1946), fino all'entrata dell'Austria nell'Europa Unita (1995) con l'abolizione de facto del confine, la situazione di continuo miglioramento economico e di pace interetnica ha portato a notevoli miglioramenti nel flusso turistico di Villabassa e dei paesi della val Pusteria, incrementando la ricchezza economica del paese.

### Simboli
Lo stemma del comune riprende il blasone dei Signori Kurz von Thurn che amministrarono il villaggio dal XIV al XVIII secolo. È stato concesso il 16 novembre 1966.

## Monumenti e luoghi d'interesse

### Architetture religiose

#### Chiesa parrocchiale

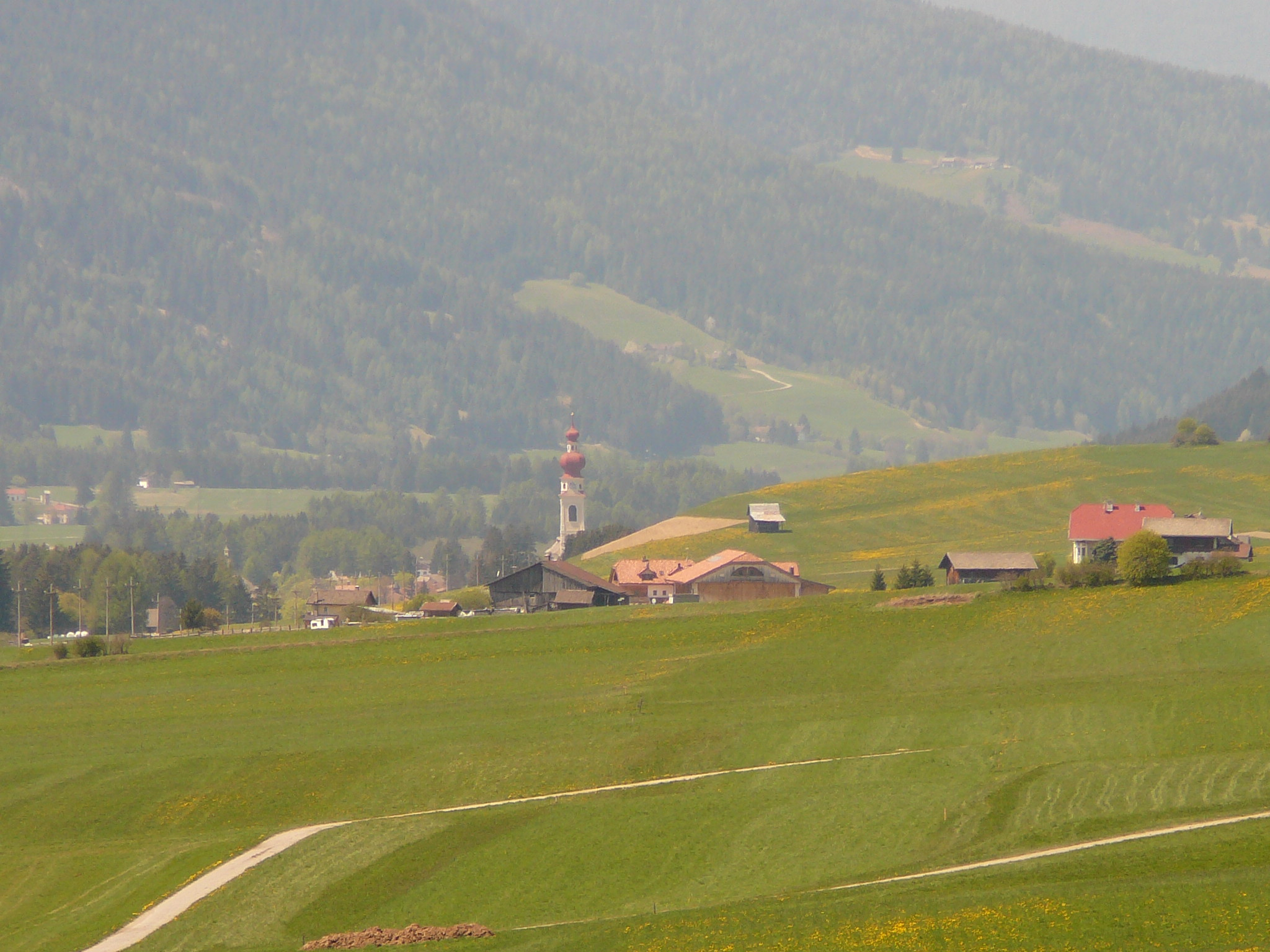
Vista del paese da Dobbiaco

Si tratta di un edificio tardo barocco, eretto tra il 1792 e il 1796 (il campanile è del 1803) e dedicato al patrono del paese, Santo Stefano. Il tetto, sia della chiesa, che del campanile, è interamente composto da tasselli di legno dipinto, sebbene — a prima vista — sembrerebbe costituito da comuni coppi in terracotta. Per tal motivo, ogni lustro circa, il tetto è soggetto a manutenzione, che viene eseguita in modo assai spettacolare, scalando campanile e chiesa con cordate da rocciatori. All'interno, l'altar maggiore, gli altari laterali ed il pulpito sono interamente in legno dipinto in venature similmarmoree. Si fanno apprezzare gli affreschi di Franz Altmutter e la pala d'altare di Martin Knoller, allievo di Paul Troger, raffigurante il Martirio di santo Stefano. All'esterno della parrocchiale, lungo il lato sinistro della scalinata d'accesso, sorge una doppia cappella quattrocentesca preesistente. Nella parte inferiore, oggi adibita a cappella mortuaria, si può ammirare un affresco di Simone da Tesido, mentre in quella superiore, dedicata a sant'Anna, si trova un cielo stellato con volte circolari. Sul pavimento, al centro della navata, tramite una vetrata si possono osservare le fondamenta di una precedente chiesa medioevale. Queste cappelle laterali sono tra le più antiche dell'intera vallata e rappresentano uno dei massimi esempi di architettura gotica in val Pusteria.

#### Chiesa di Santa Maddalena di Moso
Distante dalle altre chiese e dal centro del paese, si situa la chiesa di Santa Maddalena di Moso. Collocata nei pressi della zona artigianale, lungo la strada interna che conduce a Monguelfo, la chiesa è sorta nel 1490 su commissione della contessa Paola di Gonzaga, consorte del marchese Leonardo di Gorizia. La chiesa non versa nelle condizioni migliori, sebbene il tetto e l'analogo tetto del campanile — entrambi in legno — siano stati recentemente restaurati. All'interno si collocano l'altare paleobarocco del 1600 e la tavola in rilievo in stile tardogotico raffigurante i Re Magi, opera di Michael Parth. Durante i mesi estivi, essa è sede di concerti di musica classica e sacra.

#### Chiesa dell'ospedale

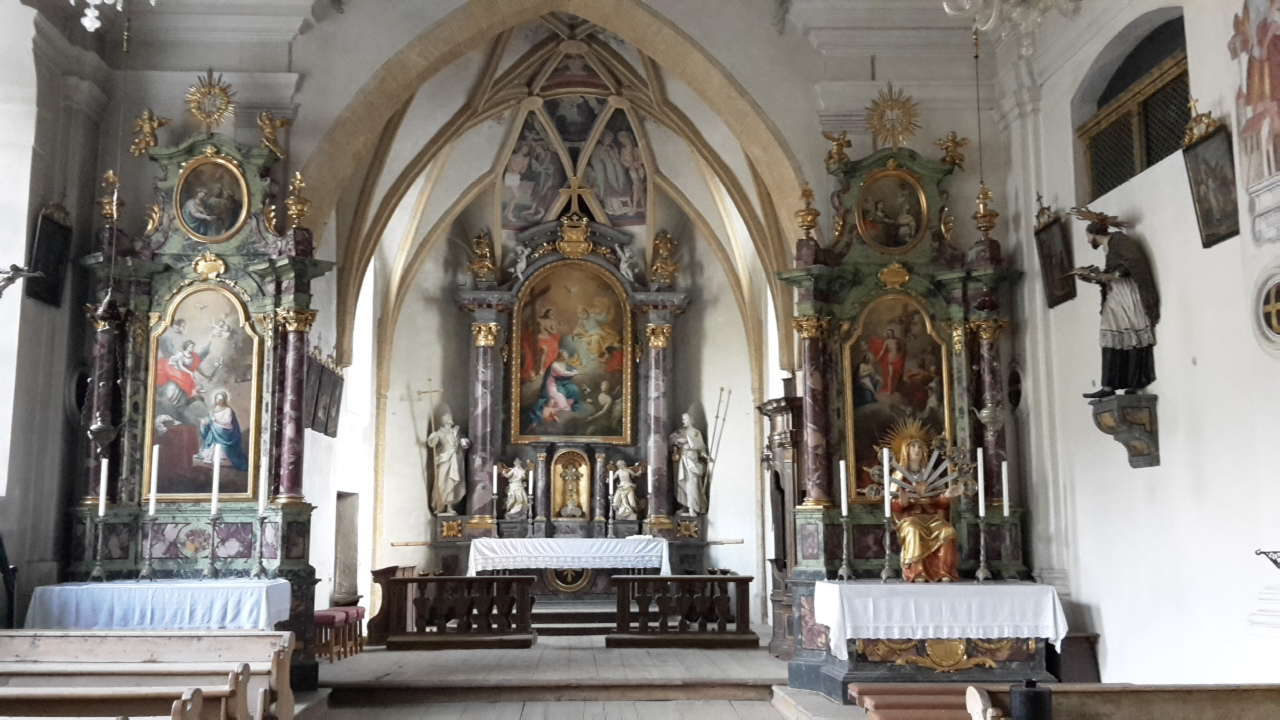
La chiesa dell'Ospedale

Lungo il tracciato della principale strada che attraversa il paese, Frau-Emma-Straße (l'ex tratto cittadino della strada statale SS 49 della Pusteria), quasi di fronte alla piazza von Kurz, ove si colloca il municipio, si può vedere la cappella della Santa Trinità, edificata all'interno dell'ospedale (ora dismesso) in cui nel medioevo e nei secoli successivi venivano ricoverati gli appestati. È in stile barocco e conserva gli arredi originali. L'intero complesso (la chiesa fa corpo unico col vecchio ospedale essendo collegata ad esso con un atrio dalla volta a crociera) venne edificato tra il 1456 ed il 1473 ed ampliato nei secoli successivi. L'attuale aspetto è quello definitivamente risultante dall'ultima rielaborazione del 1655, quando la chiesa venne consacrata dal vescovo ausiliare della Diocesi di Bressanone, Jesse Perkhofer, il 30 gennaio di quell'anno.

#### Pian di Maia
A sud del paese, nascosta dietro alle prime file degli alberi del bosco, si trova la Casa Alpina degli scalabriniani di Pian di Maia (Maistatt), nei pressi di una fonte d'acqua termale (analizzata dal Prof. Giovanni Perini già nel 1959), accanto alla quale si trova una piccola cappella, molto ben custodita e arredata, la cappella di San Giovanni Nepomuceno. Nel corso della prima guerra mondiale, l'edificio fu adibito ad ospedale da campo della croce rossa austro-ungarica. Resta a memoria di ciò una stele sul piccolo piazzale antistante la cappella, in cattivo stato di conservazione, ma con le scritte ancora leggibili.

### Architetture civili
A Villabassa sorge nell'antico "palazzo Wassermann" (ex proprietà dei conti von Kurz) il museo turistico dell'Alta Pusteria, nel quale sono stati ricostruiti diversi ambienti antichi con mobili e suppellettili originali.

### Architetture militari

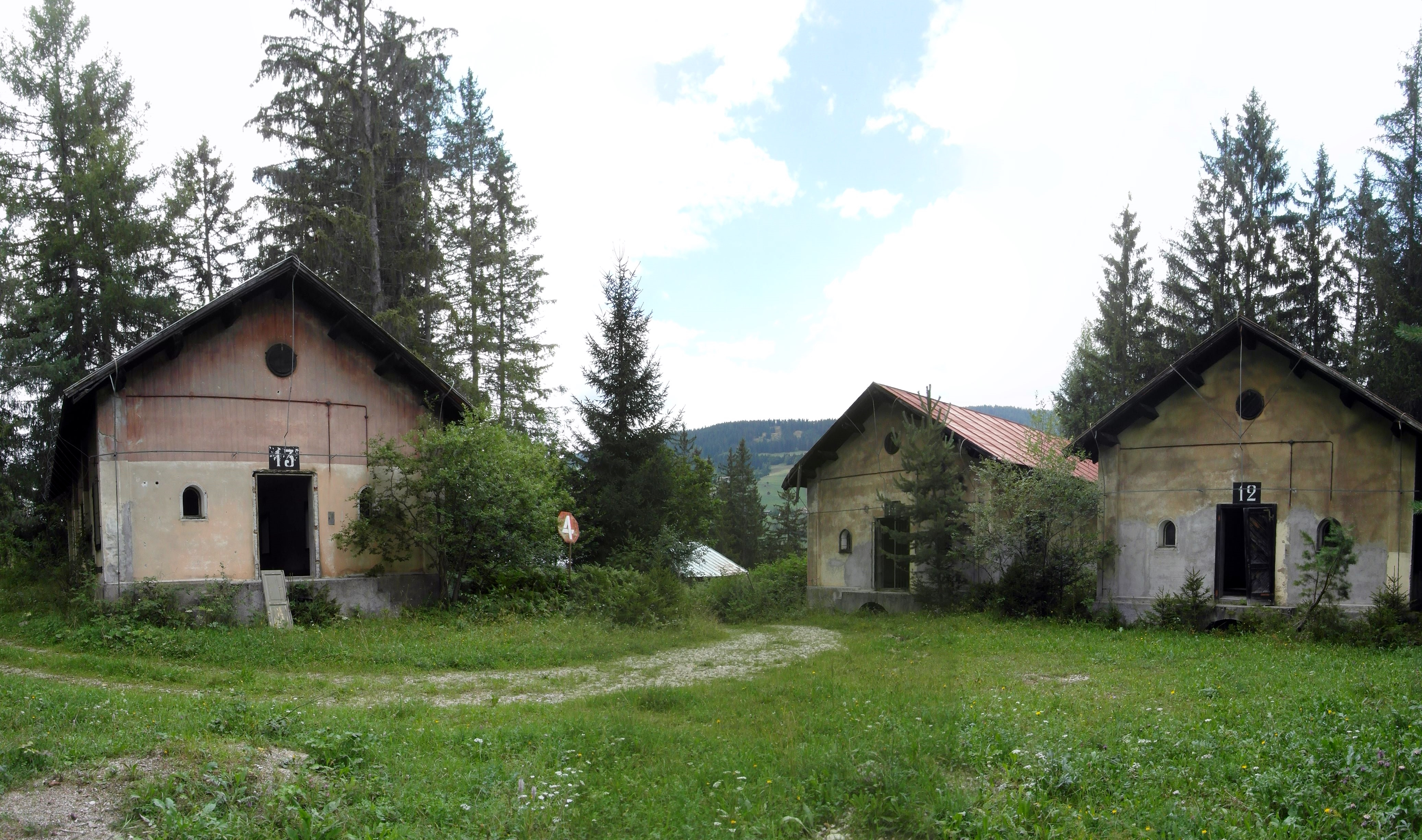
Alcune baracche della polveriera

A sud-ovest di Villabassa in direzione di Braies, si trova una ex-polveriera militare dell'esercito italiano. Fino agli anni 1990 ha svolto il proprio lavoro custodendo diverso materiale, anche esplosivo. Nella notte tra il 6 e il 7 maggio 1976 attorno alle 21.00 vi fu il tristemente noto terremoto del Friuli; militari partirono dalla caserma Cesare Battisti di Monguelfo per aiutare la popolazione locale prendendo possesso di esplosivi e detonatori custoditi in questa polveriera.
Dopo il 2000 questa, assieme alla polveriera di San Giorgio e a quella di Cimabanche, viene utilizzata per l'addestramento del personale, sia civile che militare, alla scorta dei convogli, alla scorta dei VIP e al pattugliamento. Qui in particolare si addestrano le persone a muoversi con diversi veicoli su ogni tipo di terreno.
L'area addestrativa è ora affidata al 6º Reggimento alpini, che dall'estate 2013 ha inaugurato un circuito off road, con lo scopo di aumentare la sicurezza degli autisti nella guida dei veicoli. Tale circuito è stato creato in collaborazione con la divisione fuoristrada Academy 4x4.

### Aree naturali

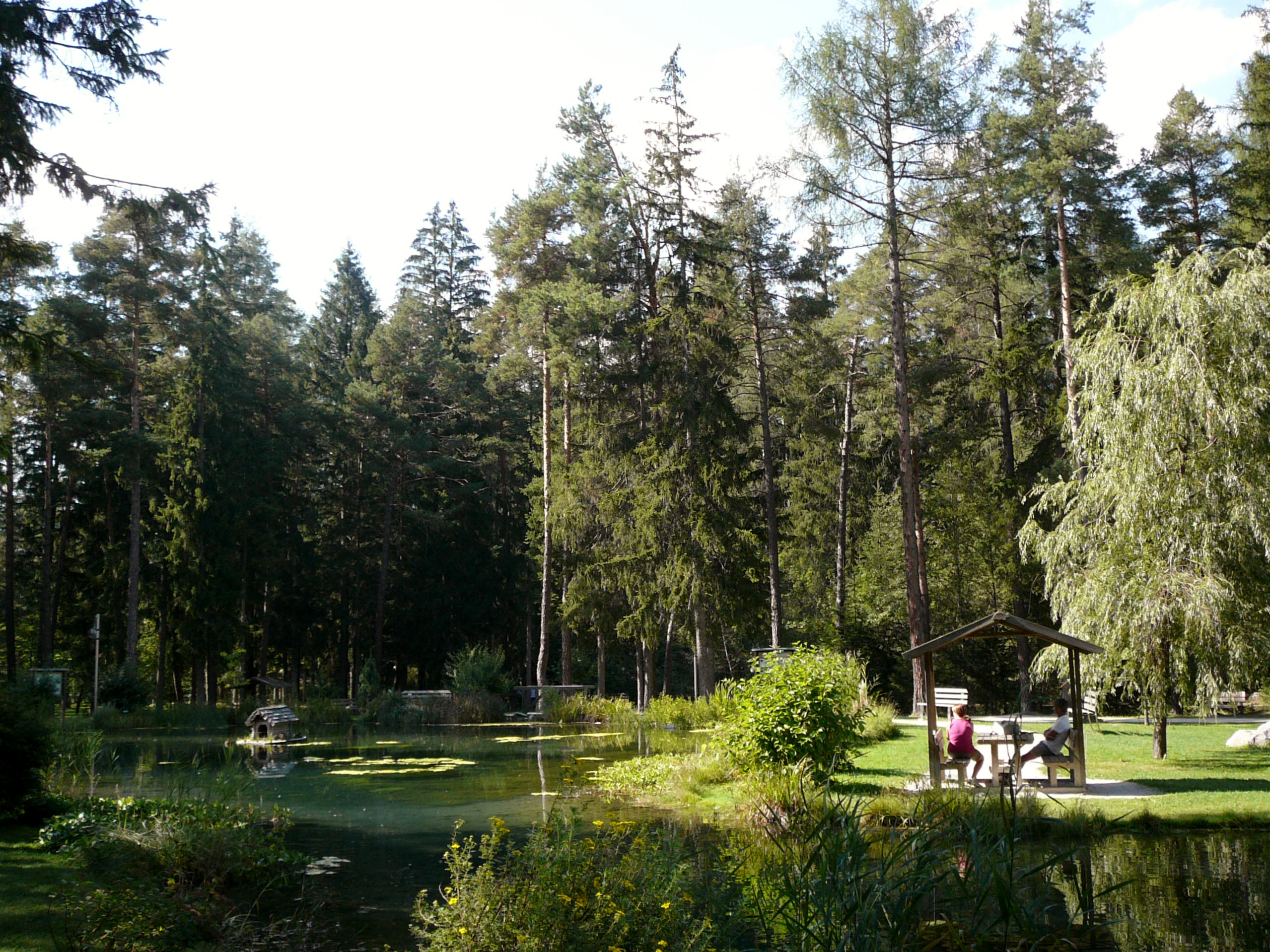
Parco lungo il torrente Rienza

Il comune confina con il territorio dell'area protetta del parco naturale Fanes - Sennes e Braies.
A Villabassa si trova lungo il corso della Rienza un parco del benessere, con un apposito impianto che sfrutta la teoria di Sebastian Kneipp sull'idroterapia. L'accesso al parco è a pagamento.
Sempre qui si è recentemente (autunno 2010) aperto un impianto inalatorio all'aperto, il primo in Italia, assieme ad un padiglione, entrambi finanziati dal progetto IV Italia/Austria "Kneipp Alp" Nr. 2301.

## Società

### Ripartizione linguistica
La sua popolazione è in larga parte di lingua tedesca, che generalmente parla la variante del tedesco locale, il dialetto sudtirolese.
| %      | Ripartizione linguistica (gruppi principali) |
| ------ | -------------------------------------------- |
| 88,93% | madrelingua tedesca                          |
| 11,00% | madrelingua italiana                         |
| 0,07%  | madrelingua ladina                           |

### Evoluzione demografica
Abitanti censiti

## Economia

### Turismo
Villabassa conobbe uno sviluppo turistico molto anteriore a quello dei centri vicini. Il merito viene di solito attribuito al fatto che tradizionalmente gli abitanti di Villabassa si dedicavano al trasporto, non solo con le carrozze, ma anche con i muli, sulle strade dell'epoca e il loro paese era pertanto diventato il luogo di sosta per cambiare mezzo di trasporto.
Da questa tradizione sbocciò la figura della signora Emma Hellenstainer, allora la più rinomata "ostessa" non solo della valle, ma forse d'Europa: la società nobiliare di fine Ottocento si dava appuntamento nella sua locanda.
In suo onore nel 2004, centenario della sua morte, si è tenuta una mostra con rievocazione degli oggetti presenti allora negli alberghi. Fra i ricordi che appartengono quasi alla leggenda del sorgere del turismo in senso moderno, c'è l'aneddoto che bastava citare nell'indirizzo “Frau Emma in Europa” e qualsiasi lettera, anche dalle regioni del mondo più lontane, arrivava a Villabassa - hotel Aquila Nera (lo Schwarzer Adler), appunto l'albergo che la signora Emma aveva portato a fama internazionale.
Quegli anni coincisero con l'apertura della ferrovia della Val Pusteria e la riconversione dell'attività degli abitanti di Villabassa (per primo il marito della signora Emma) dall'attività di vetturino a quella di addetto ai servizi per i turisti.

## Infrastrutture e trasporti

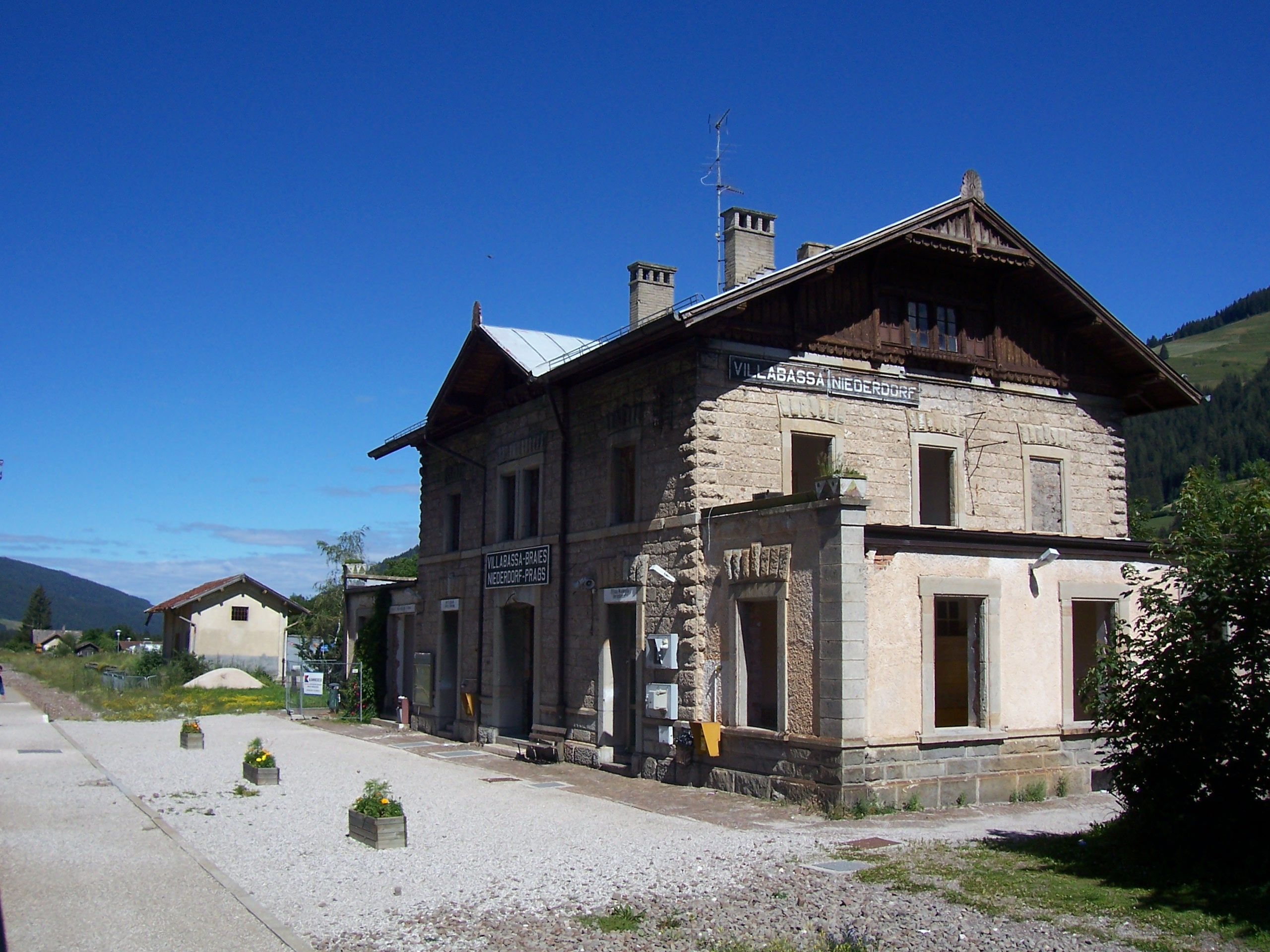
La stazione ferroviaria di Villabassa, prima del restauro

Villabassa è servita dalla ferrovia della Val Pusteria attraverso la stazione di Villabassa-Braies-Val di Braies.

## Amministrazione
| Periodo | Periodo | Primo cittadino       | Partito                                                | Carica                    | Note |
| ------- | ------- | --------------------- | ------------------------------------------------------ | ------------------------- | ---- |
| 2005    | 2010    | Johann Passler        | SVP                                                    | Sindaco                   |      |
| 2010    | 2015    | Kurt Ploner           | SVP (2010-2015) lista civica Niederdorf Bewegen (2015) | Sindaco                   |      |
| 2015    | 2016    | Raimund Steinkasserer | Nominato dal presidente della Provincia                | Commissario straordinario |      |
| 2016    | 2020    | Herbert Fauster       | lista civica Bündnis 2016                              | Sindaco                   |      |
| 2020    |         | Günther Wisthaler     | lista civica Niederdorf Bewegen                        | Sindaco                   |      |

## Sport
Nei mesi di luglio-agosto 2011 la Nazionale di rugby a 15 dell'Italia ha trascorso un ritiro in preparazione alla Coppa del Mondo che si è svolta in autunno in Nuova Zelanda. Nel mese di luglio, dal 1995, Villabassa è il punto di partenza e di arrivo della gara di mountain bike Südtirol Dolomiti Superbike.